# 蔡志忠
蔡志忠（1948年2月2日—）是台灣知名漫畫家，出生於彰化縣花壇鄉。從小受洗，有天主教信仰家庭背景，後來改宗佛教，也是個佛像收藏家。
2020年11月17日於禪宗祖庭嵩山少林寺剃髮出家，法號「延一」。

## 生平
- 1948年2月2日出生於彰化縣花壇鄉，蔡父在公家單位上班，父親是花壇鄉書法第一人，同時蔡家還有塊旱田種植甘薯、花生之類的作物。不過，在蔡志忠出生之前，他已經有四個哥哥和兩個姐姐因為物資匱乏和醫療條件太差而夭折。國小就讀花壇鄉三春國小。
- 13歲考上彰化中學後瘋狂地迷上漫畫，因大量看漫畫書、畫漫畫而留級。
- 15歲離鄉，放棄學業，隻身到台北全職畫漫畫，曾參與製作多部漫畫、動畫、電影及卡通廣告片。早期在《時報周刊》與《聯合報》連載《肥龍過江》、《大醉俠》、《西遊記》、《封神榜》等四格漫畫。
- 1971年 - 擔任光啟文教視聽節目服務社電視美術指導。
- 1976年 - 與謝金塗成立「遠東卡通股份有限公司」。（一說為1977年2月22日正式成立。[3]:230,487）
- 1976年5月22日 - 與光啟文教視聽節目服務社導播楊琬瓊結婚。
- 1981年 - 遠東卡通與胡樹儒合作拍攝原創動畫電影《七彩卡通老夫子》[3]:245-254，獲第18屆金馬獎最佳卡通片（今最佳動畫長片）[4]。但其後與謝金塗產生分歧，同年蔡志忠自組龍卡通公司。龍卡通業務以廣告片為主，包括香港的食油品牌獅球嘜、渣打銀行、滙豐銀行、地下鐵、林子祥形象的沙士廣告等[3]:257,487。蔡志忠並未參與老夫子系列第二作《七彩卡通老夫子：水虎傳》。
- 1983年 - 再度創作漫畫，以幽默漫畫全面進攻台灣、香港、新加坡、日本等媒體。胡樹儒改與龍卡通合作製作老夫子系列第三作《山T老夫子》，該年上映[3]:257。
- 37歲結束遠東卡通公司，一個人到日本東京四年，畫《莊子說》、《老子說》、《孫子兵法》、《論語》等，從事一系列中文典籍的漫畫化創作。這一系列的漫畫有翻成多國語言在國際出版。第一本《莊子說》曾連續十個月成為金石堂書店暢銷書第一名。
- 1985年 - 獲選為中華民國十大傑出青年。再以《莊子說》轟動書市。
- 1990年代 - 以34種語言版本征服世界漫畫市場。
- 1990年 - 移民加拿大溫哥華。
- 1994年 - 設計以紅孩兒為意象之中華職業籃球聯盟吉祥物「酷斃啦」。
- 1999年 - 獲《中國時報》「時報白金作家獎」，12月27日獲荷蘭克劳斯亲王奖。
- 2011年 - 獲金漫獎終身成就獎。
- 2020年11月17日，在禪宗祖庭嵩山少林寺藏經閣出家，由少林寺方丈释永信大和尚為其剃度，轉為比丘「釋延一」[2]。

## 作品一覽[5]

### 1980年代
- 《大醉俠》，1981年。
- 《肥龍過江》，1982年。
- 《光头神探》，1982年。
- 《豬仔·單身女郎》，1982年。
- 《盜帥獨眼龍》，1982年。
- 《可愛的漫畫動物園Ⅰ》，1986年。
- 《自然的簫聲──莊子說Ⅰ》，1986年。
- 《智者的低語──老子說Ⅰ》，1987年。
- 《御風而行的哲思──列子說》，1987年。
- 《仁者的叮嚀──孔子說》，1987年。
- 《六朝的清談──世說新語》，1987年。
- 《西遊記 38 變 Ⅰ》，1987年。
- 《西遊記 38 變 Ⅱ》，1987年。
- 《西遊記 38 變 Ⅲ》，1987年。
- 《尊者的棒喝──禪說》，1988年。
- 《可愛的漫畫動物園Ⅱ》，1988年。
- 《曹溪的佛唱──六祖壇經》，1988年。
- 《西遊記 38 變 Ⅳ》，1988年。
- 《和諧的人生──中庸》，1988年。
- 《人生的滋味──菜根譚》，1988年。
- 《歷史的長城──史記》，1988年。
- 《博大的學問──大學》，1988年。
- 《儒者的諍言──論語》，1988年。
- 《鬼狐仙怪──聊齋誌異》，1988年。
- 《英雄好漢的本色──水滸傳》，1988年。
- 《天下武學的殿堂──少林寺》，1988年。
- 《悲歡的歌者──唐詩說》，1989年。
- 《封神榜 I》，1989年。
- 《法家的峻言──韓非子說》，1989年。
- 《亂世的哲思──孟子說》，1989年。
- 《自然的簫聲──莊子 II》，1989年。
- 《智者的低語──老子 II》，1989年。
- 《千古的絕唱──唐詩三百首》，1989年。
- 《花間的細訴──宋詞說》，1989年。
- 《三國志》，1989年。
- 《天下武學的殿堂──少林寺》（香港博益出版，1989年。）
- 《兵學的先知──孫子說》，1990年。
- 《奇幻人間世──六朝怪談》，1990年。

### 1990年代
- 《雷峰塔下的傳奇──白蛇傳》，1990年。
- 《封神榜 Ⅱ──西岐大會戰》，1991年。
- 《鬼狐仙怪Ⅰ》，1991年。
- 《鬼狐仙怪 Ⅱ》，1991年。
- 《鬼狐仙怪 Ⅲ》，1992年。
- 《鬼狐仙怪 Ⅳ》，1992年。
- 《後西遊記Ⅰ》，1992年。
- 《後西遊記 Ⅱ》，1992年。
- 《蔡子說──漫畫家蔡志忠的半生傳奇》（蔡志忠口述；楊豫馨撰稿；遠流出版，1993年。）/《漫話蔡志忠》（香港博益出版，1993年。）
- 《愛情十句話Ⅰ》，1993年。
- 《西方十句話》，1993年。
- 《後西遊記 Ⅲ》，1994年。
- 《後西遊記 Ⅳ》，1994年。
- 《鬼狐仙怪 Ⅴ》，1994年。
- 《鬼狐仙怪 Ⅵ》，1994年。
- 《深度溫柔──愛情十句話 Ⅱ》，1995年。
- 《真理的海洋──西方十句話Ⅱ》 ，1995年。
- 《大陸行腳》，1996年。
- 《日本行腳》，1996年。
- 《唐代傳奇──聶隱娘》，1996年。
- 《法句經》，1996年。
- 《圖像英文記憶法Ⅰ》，1996年。
- 《圖像英文記憶法Ⅱ》，1996年。
- 《覺者的法音──佛陀說》，1996年。
- 《豺狼的微笑》大塊文化出版，1996年。）
- 《唐代傳奇──雷公傳．蛇天師》，1997年。
- 《證嚴法師說──靜境的思惟》，1997年。
- 《漫畫心經》，1997年。
- 《圖像英文記憶法 Ⅲ》，1997年。
- 《台灣經濟的苦難與成長》（大塊出版，1997年。）
- 《漫畫 MQ──戰勝遺忘的記憶聖書》，1998年。
- 《漫畫 BQ──大腦商數》，1998年。
- 《東南亞金融風暴》（大塊出版，1998年。）
- 《 2001 年第二次奇蹟》（大塊出版，1998年。）
- 《貓科宣言》，1999年。
- 《媒體的未來》（大塊出版，1999年。）
- 《領袖》（大塊出版，1999年。）
- 《教育的未來》（大塊出版，1999年。）
- 《商務的未來》 （大塊出版，1999年。）
- 《智慧的語言──漫畫法句經》（香港博益出版，1999年。）

### 2000年代
- 《愛情的哲學》（香港明窗出版，2000年。）
- 《快樂的哲學》（香港明窗出版，2000年。）
- 《青春的哲學》（香港明窗出版，2000年。）
- 《童年的哲學》（香港明窗出版，2000年。）
- 《實踐的哲學》（香港明窗出版，2000年。）
- 《人生的哲學》（香港明窗出版，2000年。）
- 《愛情的哲學》，2001年。
- 《人生的哲學》，2001年。
- 《青春的哲學》，2001年。
- 《快樂的哲學》，2001年。
- 《童年的哲學》，2001年。
- 《學習的哲學》，2001年。
- 《智慧的哲學》，2001年。
- 《實踐的哲學》，2001年。
- 《智者的低語──老子說》，2001年。
- 《自然的簫聲──莊子說》，2001年。
- 《仁者的叮嚀──孔子說》，2001年。
- 《御風而行的哲思──列子說》，2001年。
- 《兵學的先知──孫子說》，2001年。
- 《法家的峻言──韓非子說》，2001年。
- 《英雄好漢的本色──水滸傳》，2001年。
- 《歷史的長城──史記》，2001年。
- 《封神榜 Ⅰ──哪叱、姜子牙、商紂王、周文王》，2001年。
- 《封神榜 II──西岐大會戰》，2001年。
- 《六朝怪談──奇幻人間世》，2001年。
- 《人生的滋味──菜根譚》，2001年。
- 《世說新語》，2001年。
- 《漫畫四書──論語、孟子》，2001年。
- 《貓的形形色色》，2001年。

### 2010年代
- 《東方宇宙三部曲》（大塊文化，2010年）
- 《漫畫金剛經──安頓心的力量》（圓神出版，2011年）
- 黑地獄

## 外部連結
- 蔡志忠漫畫系列資料庫 （页面存档备份，存于）
- 時報悅讀網：漫畫·漫話蔡志忠－生命記錄簿
- Tsai Chih Chung biography （页面存档备份，存于） on Lambiek Comiclopedia